# Miastkówek
Miastkówek – wieś w Polsce, położona w województwie lubelskim, w powiecie lubartowskim, w gminie Michów.
| SIMC    | Nazwa | Rodzaj    |
| ------- | ----- | --------- |
| 0386175 | Budki | część wsi |

W latach 1975–1998 miejscowość administracyjnie należała do ówczesnego województwa lubelskiego.
Wieś stanowi sołectwo gminy Michów. Według Narodowego Spisu Powszechnego z roku 2011 wieś liczyła 206 mieszkańców.